# 제20회 세자르상
제20회 세자르상의 시상식에 관한 내용이다. 1994년 최고의 프랑스 영화에 수여되는 시상식으로 1995년 2월 25일 파리의 팔레 데 콩그레(Palais des Congrès)에서 열렸다. 이 행사는 알랭 들롱이 의장을 맡았고 장클로드 브리알리와 피에르 체르니아(Pierre Tchernia)가 사회를 맡았다. 야생 갈대가 최우수 영화상을 수상했다.

## 수상 및 후보

### 작품상
- 야생 갈대 - 앙드레 테시네 수상

### 여우조연상
- 여왕 마고 - 이자벨 아자니 수상

### 공로상
- 잔느 모로 수상

## 같이 보기
- 제67회 아카데미상
- 제48회 영국 아카데미 영화상